# 海豐厝
海豐厝，是臺灣臺南市白河區的一個傳統地域名稱，位於該區西北部。相較於今日行政區，其範圍大致包括詔豐里不含北部及東南部凸出部分的東南大半部、大竹里東北半葉的北部、廣蓮里南部東側凸出部分的南部邊界地帶東側大段及西側一小段。
本地區境內主要聚落為海豐厝、頂山仔腳、崁仔頭，其中海豐厝聚落設有玉豐國小。

## 歷史
台灣日治初期，海豐厝地區為一街庄，稱為「海豐厝庄」（舊制街庄），隸屬於下茄苳北堡。該庄昔日北與詔安厝為鄰，東北邊及東邊北段與馬稠後庄為鄰，東邊中至南段為竹仔門庄、埤仔頭庄，南邊為大排竹庄，西邊為土溝庄。
1901年（日治明治三十四年）11月11日，全台廢縣廳改設二十廳，該庄隸屬於鹽水港廳。1904年（明治三十七年）4月1日，該庄編入「海豐厝區」，隸屬於鹽水港廳。1906年（明治三十九年）4月1日，鹽水港廳內管轄區域調整，該庄仍隸屬於「海豐厝區」。1909年（明治四十二年）10月25日，全台合併二十廳為十二廳，海豐厝區改隸屬於嘉義廳。1920年（大正九年）10月1日，全台地方制度大改正，廢十二廳改設五州二廳，該庄改制為「海豐厝」大字，隸屬於臺南州新營郡白河庄（新制街庄）。1943年10月，白河庄升格為白河街。
戰後白河街改制為白河鎮，隸屬於臺南縣，大字亦改制為里。1950年（民國39年）10月25日，雲、嘉、南分治，白河鎮仍隸屬於臺南縣。2010年（民國99年）12月25日，臺南縣、市合併為直轄臺南市，白河鎮改制為白河區。

## 聚落
本地區發展較早的聚落為海豐厝、頂山仔腳、崁仔頭，在日治期初期的官方地圖上已有記載。

## 交通
區道南88線是嘉田至海豐厝的道路，其東側端點（終點）位於本地區海豐厝聚落北郊的區道南89線路口。
區道南89線是三角潭至白河的道路，經過本地區頂山仔腳、海豐厝聚落。
區道南90線是後壁至三層崎（實際終點在縣界）的道路，經過本地區海豐厝聚落。該道路終點續行可接嘉義縣鄉道嘉182線前往三層崎。

## 學校
- 玉豐國小

## 公務機構
- 臺南市政府警察局白河分局玉豐派出所